# Joseph Mostert
Joseph Mostert (ur. 26 lipca 1912 w Verviers, zm. 28 kwietnia 1967 w Sint-Genesius-Rode) – belgijski lekkoatleta, średniodystansowiec, medalista mistrzostw Europy z 1938.
Odpadł w eliminacjach biegu na 1500 metrów na igrzyskach olimpijskich w 1936 w Berlinie.
Zdobył srebrny medal w tej konkurencji na mistrzostwach Europy w 1938 w Paryżu, przegrywając jedynie z Sydneyem Woodersonem z Wielkiej Brytanii, a wyprzedzając Luigiego Beccaliego z Włoch.
Był mistrzem Belgii w biegu na 800 metrów w 1938 oraz w biegu na 1500 metrów w 1937, 1939, 1941 i 1942.
Dwukrotnie poprawiał rekord Belgii w biegu na 800 metrów do czasu 1:53,0 (11 sierpnia 1939 w Sztokholmie) i czterokrotnie w biegu na 1500 metrów  do czasu 3:50,0 (16 września 1938 w Oslo). Jego rekord życiowy w biegu na milę wynosił 4:10,4 (18 sierpnia 1939 w Helsinkach). 